# تملک مدیریت
تملک مدیریت (به انگلیسی: Management Buyout) این وضعیت هنگامی روی می‌دهد که مدیران کنونی یک شرکت، بیشتر یا همه سهام آن شرکت را خریداری کنند.
به‌طور معمول، این اتفاق زمانی روی می‌دهد که همه شرکت یا یکی از بخش‌های زیر پوشش آن، زیان‌دِه و با خطر تعطیلی روبه‌رو باشد یا مزایده‌ای برای تصاحب شرکت برپا شده باشد. در این وضعیت، هیئت مدیره شرکت با روی هم گذاشتن منابع مالی خود و استفاده از کمک موسسه‌های مالی، سهام مدیریتی شرکت را خریداری می‌کنند. به این امید که بتوانند به شکل مطلوبی آن را اداره نمایند. همچنین هنگامی که مالکان خارجی شرکت تصمیم به واگذاری سهام خود می‌گیرند ممکن است مدیران غیرخارجی شرکت، سهام آنها را بخرند.

## پبوند به بیرون
- Definition of management buyout
- Definition of buy-in management buyout